# Jacu-estalo-de-asa-vermelha
O jacu-estalo-de-asa-vermelha (nome científico: Neomorphus rufipennis) é uma espécie de ave que pertence à família Cuculidae.
Pode ser encontrado em florestas primárias úmidas no norte do Brasil, Guiana, Venezuela e Colômbia. Com 50 centímetros de comprimento, é o maior cuco da América do Sul, juntamente com os outros membros do gênero Neomorphus.

## Etimologia
Seu nome popular em língua inglesa é "Rufous-winged ground cuckoo".
O nome jacu-estalo-de-asa-vermelha foi selecionado como nome vernáculo técnico para a espécie pelo Comitê Brasileiro de Registros Ornitológicos (CBRO) em 2021.